# Steve Swindells
Steve Swindells (Ipswich, 21 november 1952) is een Brits toetsenist.
Swindells groeide op in de omgeving van Bath en Bristol en haalt het qua opleiding tot de West of England College of Art, maar maakte die niet af. Hij ging liever spelen in de muziekgroep Squidd van Rodney Matthews. Squidd haalde het tot voorprogramma’s van bekende bands uit de jaren ‘70 zoals Deep Purple en Wishbone Ash. In 1973 vertrok hij naar Camden en mag via RCA Victor zijn eerste langspeelplaat opnemen. Een tweede is in de maak, maar werd vanwege een ruzie tussen Swindells en zijn producer,  manager Mark Edwards tegengehouden. Swindells zat zonder baan, toen hij door Billy Lyall werd voorgedragen als diens opvolger in Pilot. Swindells had pech, want het door Alan Parsons geproduceerde album Two’s a Crowd bleek het laatste van die band. Het jaar daarop solliciteerde hij als toetsenist bij de band Hawkwind, die altijd verlegen zat om nieuwe musici. Hawkwind heette destijds vanwege commerciële rechten even Hawklords en Swindells speelde mee op 25 Years On. Zoals zo vaak leed ook die samenstelling na een tournee schipbreuk en Hawkwind/Hawklords zat zonder geld en contract. Ook had Swindells een geschil met Hawkwind-leider Dave Brock over wie nou eigenlijk wat had geschreven, bijvoorbeeld Shot down in the night (de band is bekend vanwege de vele personeelswisselingen en bovenmatig drugsgebruik). Swindells nam weer een soloalbum op, Fresh blood. Daarna mag hij nog twee albums opnemen, maar die werden nooit uitgegeven. Wel nam Roger Daltrey een aantal nummers van hem op.
Swindells is totaal gedesillusioneerd in de muziekwereld en stapte eruit. Hij ging werken in het clubcircuit, met name in de homobeweging. In die hoedanigheid zag hij tal van artiesten passeren zoals Culture Club, Frankie Goes to Hollywood en Marc Almond. In 1985 belandde hij als toetsenist in diverse gelegenheden waar jams worden gehouden. Wederom trof hij diverse artiesten zoals Chaka Khan en George Michael. In 1995 keerde Swindells terug naar Londen als een soort internetjournalist voor onder meer Time Out en Attitude. In 1997 werd hij ziek.    
In 2003 was Swindells terug in de muziek in de band DanMingo alwaar ook Jon Moss ex-lid van Culture Club, in speelde. Hij ontmoette daar Jerry Richards (ex-Hawkwind). In 2009 werd Hawklords weer opgericht, zonder Dave Brock en speelde Swindells daar ook weer in mee. Daarvoor was hij al gast op de albums van Spirits Burning, qua muziek een Hawkwind-kloon.

## Discografie
- 1973: solo: Messages
- 1974: Swindells' Swallow (destijds niet uitgegeven)
- 1977: Pilot: Two’s a Crowd
- 1978: Hawklords: 25 years on
- 1980: Fresh blood
- 1980: The invisible man
- 1980: Treachery (niet uitgegeven)
- 2008: Spirits Burning: Earth Born
- 2009: Spirits Burning: Bloodlines
- 2010: DanMingo: Leap of Faith

### The lost albums
Na Fresh blood dat toch bij een groot platenlabel werd uitgebracht was er nog een optreden in Old Grey Whistle Test. Daarna verloor het label alle interesse in de muziek van Swindells. Hij was wel begonnen met de opnamen voor The invisible man, maar zelf herinnert hij zich niet (meer) welke musici meespeelden. Dat kwam overigens pas weer ter sprake toen Esoteric Recordings heruitgaven verzorgde van zijn eerdere werk; het is dan 2009. Na veel nazoekwerk kwam de naam van de gitarist wel naar voren: Steve Mann, maar bassist en drummer bleven onbekend. Voor Treachery kon Swindells over bekendere musici beschikken: Simon Townsend (broer van Pete Townsend op gitaar) en het ritmetandem van Big Country: Tony Butler (basgitaar) en Mark Brzezicki (drums). Opnamen voor de albums vonden onder meer plaats in de Eel Pie Studio van Pete Townsend. Swindells zat toen bij hetzelfde management als The Who. The invisible man en Treachery werden pas in 2011 uitgegeven door Flicknife, een label dat ook werk van Hawkwind uitbracht.
- Library of Congress Control Number: no98018126
- MusicBrainz: 03600097-66b9-4186-b9f1-e9d403d63b6b
- Virtual International Authority File: 63620078
- WorldCat: E39PBJkD34mV3YxgFWqc4TJJjC